# Talsperre Torrejón
Als Talsperre Torrejón werden zwei Talsperren mit gemeinsamen Wasserkraftwerk in der Provinz Cáceres, Spanien bezeichnet, die sich nahe der Mündung des Tiétar in den Tajo befinden. Die Talsperre Torrejón Tajo (spanisch Presa de Torrejón Tajo) liegt in den Gemeinden Toril und Torrejón el Rubio; sie staut den Tajo zu einem Stausee auf. Ungefähr 200 m von ihr entfernt befindet sich die Talsperre Torrejón Tiétar (spanisch Presa de Torrejón Tiétar) in den Gemeinden Toril und Serradilla; sie staut den Tiétar ca. 2 km vor seiner Mündung in den Tajo. Die beiden Talsperren dienen der Stromerzeugung. Sie wurden 1966 fertiggestellt. Die Talsperren sind im Besitz von Iberdrola Generacion S.A. und werden auch von Iberdrola betrieben.

## Torrejón Tajo

### Absperrbauwerk
Das Absperrbauwerk ist eine Gewichtsstaumauer aus Beton mit einer Höhe von 62 m über der Gründungssohle. Die Mauerkrone liegt auf einer Höhe von 247 m über dem Meeresspiegel. Die Länge der Mauerkrone beträgt 300 m. Das Volumen der Staumauer beträgt 248.000 m³.
Die Staumauer verfügt sowohl über einen Grundablass als auch über eine Hochwasserentlastung. Über den Grundablass können maximal 200 (bzw. 224) m³/s abgeleitet werden, über die Hochwasserentlastung maximal 5600 m³/s. Das Bemessungshochwasser liegt bei 5070 m³/s.

### Stausee
Beim normalen Stauziel von 243 (bzw. 243,5 oder 244) m erstreckt sich der Stausee über eine Fläche von rund 9,8 (bzw. 10,41) km² und fasst 166 (bzw. 176 oder 188) Mio. m³ Wasser.

## Torrejón Tiétar

### Absperrbauwerk
Das Absperrbauwerk ist eine Gewichtsstaumauer aus Beton mit einer Höhe von 34 m über der Gründungssohle. Die Mauerkrone liegt auf einer Höhe von 224 m über dem Meeresspiegel. Die Länge der Mauerkrone beträgt 227 (bzw. 230) m. Das Volumen der Staumauer beträgt 75.000 (bzw. 80.000) m³.
Die Staumauer verfügt sowohl über einen Grundablass als auch über eine Hochwasserentlastung. Über den Grundablass können maximal 970 (bzw. 1300) m³/s abgeleitet werden, über die Hochwasserentlastung maximal 3000 (bzw. 3140) m³/s. Das Bemessungshochwasser liegt bei 2668 m³/s.

### Stausee
Beim normalen Stauziel von 222 (bzw. 223) m erstreckt sich der Stausee über eine Fläche von rund 2,19 (bzw. 2,94) km² und fasst 18 (bzw. 22) Mio. m³ Wasser; davon können 12 Mio. m³ für die Stromerzeugung genutzt werden.

## Kraftwerk
Die installierte Leistung des Kraftwerks beträgt 129 (bzw. 132 oder 196) MW. Bei einer Überprüfung der Ist-Leistung der vier Maschinen am 14. März 2001 wurden Werte zwischen 15,94 und 16,67 MW ermittelt; bei optimaler Fallhöhe und optimalem Durchfluss liegt die Leistung der Maschinen zwischen 32,1 und 33 MW. Die Fallhöhe beträgt 48 m; der maximale Durchfluss liegt bei 328 m³/s. Das Maschinenhaus befindet sich auf der rechten Flussseite des Tajo zwischen den beiden Talsperren.
Das Kraftwerk kann als Pumpspeicherkraftwerk betrieben werden; im Pumpbetrieb liegt die Leistungsaufnahme bei 65 MW. Der Stausee am Tajo dient dabei als Oberbecken und der Stausee am Tiétar als Unterbecken.

## Unglück während der Bauzeit
Während der Errichtung der Talsperren kam es am 22. Oktober 1965 zu einem Dammbruch, bei dem zahlreiche Arbeiter starben.